# Ostracodermi
Los ostracodermos (Ostracodermi, del griego óstrakon, "concha", "caparazón" y derma, "piel") son una antigua clase extinta de peces agnatos, considerados como los vertebrados más antiguos que se conocen. Eran pequeños peces sin mandíbulas (aunque algunos alcanzaban los 60 cm de largo), fundamentalmente de agua dulce, que habitaron la Tierra aproximadamente entre los 500 y 350 millones de años. Estaban recubiertos de escamas y una pesada coraza o escudo óseo, motivo por el que se movían por los fondos alimentándose de los detritos que allí se iban depositando.
Los ostracodermos, considerados hoy como una agrupación parafilética,  incluían cinco grupos principales: heterostráceos, osteostráceos, galeáspidos, anáspidos, y telodontos.

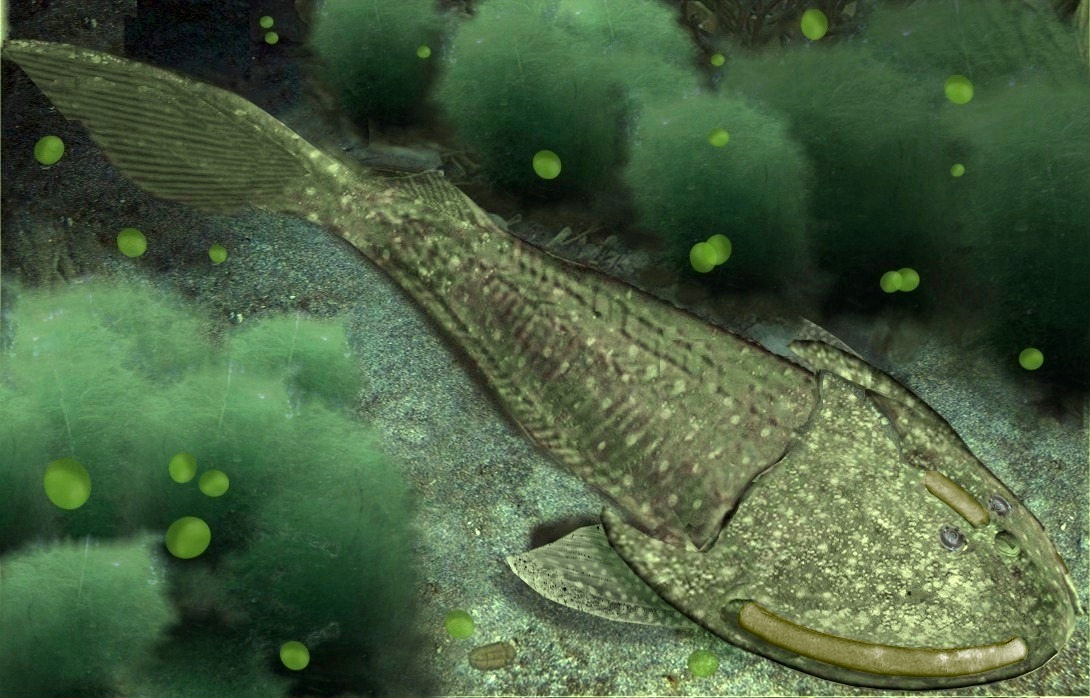
Recreación digital de un ostracodermo Cephalaspis basada en diversas descripciones e ilustraciones científicas.